# Europaparlamentsvalet 1979
Europaparlamentsvalet 1979 ägde rum mellan den 7 juni 1979 och den 10 juni 1979 i Europeiska gemenskapernas medlemsstater, med varierande valdagar. I praktiken ägde valet rum torsdagen den 7 juni och söndagen den 10 juni. Rösträkningen fick inte påbörjas förrän samtliga medlemsstater hade avslutat sina val. Valet var det första direkta valet till Europaparlamentet och därmed också det första direkta valet till en institution på europeisk nivå.
De runt 192 miljoner röstberättigade medborgarna hade möjlighet att bestämma vem som skulle väljas till de 410 mandaten i Europaparlamentet. Mandatfördelningen mellan medlemsstaterna var avgjord på förväg; valet handlade endast om hur mandaten skulle fördelas mellan de nationella partierna inom varje medlemsstat. I parlamentet organiserade sig dock parlamentarikerna efter politisk grupp istället för efter nationalitet.
Valdeltagandet var 63,0 procent, men varierade kraftigt mellan de olika medlemsstaterna. I Belgien och Luxemburg, som båda tillämpade obligatoriskt valdeltagande, var deltagandet runt 90 procent, medan det i Storbritannien var strax över 30 procent. Valet innebar att principen om att Europaparlamentet skulle väljas direkt av det europeiska folket, vilket var fastslaget i fördragen, slutligen uppfylldes.
Efter valet skedde flera omgrupperingar bland de politiska grupperna. Parlamentet valde också sin första kvinnliga talman, den franska liberalen Simone Veil. Parlamentet saknade dock vid denna tidpunkt inflytande över hur den nya kommissionen skulle se ut. Dock hade parlamentets inflytande i budgetfrågor stärkts genom budgetfördragen, som trädde i kraft under 1970-talet.

## Utformning

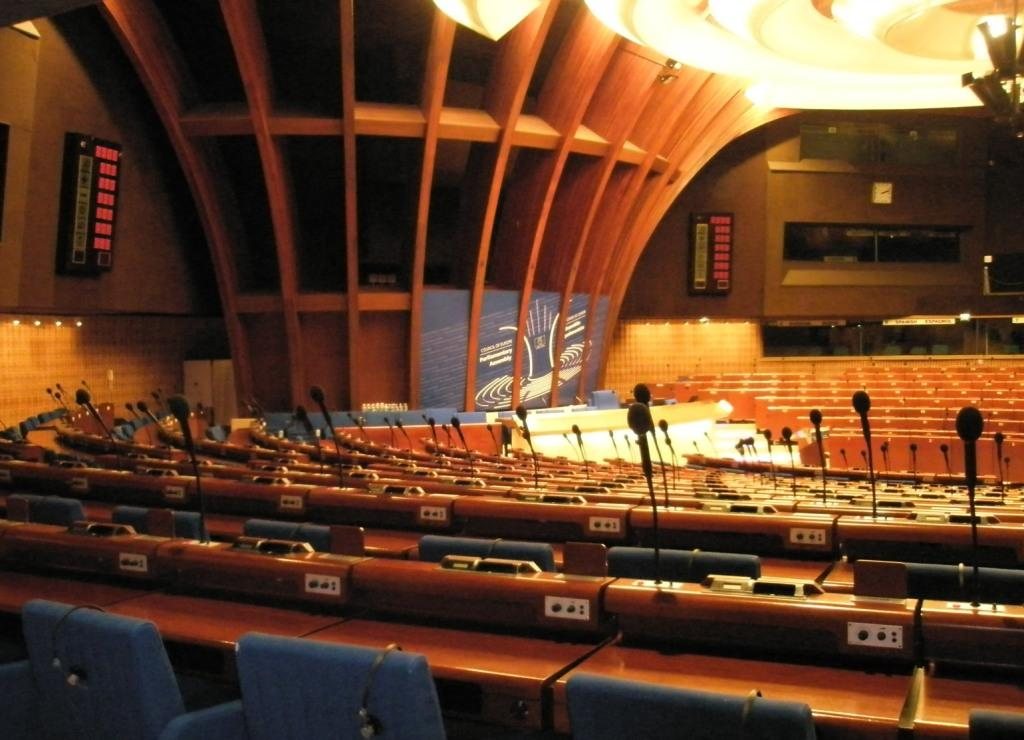
Parlamentets kammare fram till 1999, då Louise Weiss invigdes.

Enligt fördraget om upprättandet av Europeiska ekonomiska gemenskapen skulle Europaparlamentet väljas genom allmänna, direkta, fria och hemliga val genom ett gemensamt valsystem. Europeiska unionens råd var ansvarigt för att anta en akt om hur valen skulle utformas och hur det gemensamma valsystemet skulle fungera. På grund av oenighet mellan medlemsstaternas regeringar, kunde inte rådet enas om hur valsystemet skulle se ut. Under en övergångsperiod utsågs därför Europaparlamentarikerna av sina egna nationella parlament, i likhet med hur ledamöterna utsågs i den gemensamma församlingen, Europaparlamentets föregångare. Parlamentet var missnöjt med hur rådet hanterade situationen och hotade med att dra rådet inför Europeiska gemenskapernas domstol för fördragsbrott. Efter omfattande påtryckningar och utdragna förhandlingar, kom så slutligen rådet 1976 överens om en valakt. Frågan om ett gemensamt valsystem lämnades dock orörd, utan istället antogs vissa minimibestämmelser för hur valen skulle organiseras. I övrigt fick valen utformas i enlighet med varje medlemsstats egna traditioner. När det 1976 stod klart att val till Europaparlamentet skulle bli verklighet, bildades och konsoliderades det som senare skulle bli europeiska partier, däribland Europeiska folkpartiet, Europeiska socialdemokratiska partiet, Europeiska liberala, demokratiska och reformistiska partiet och Europeiska fria alliansen.

## Genomförande

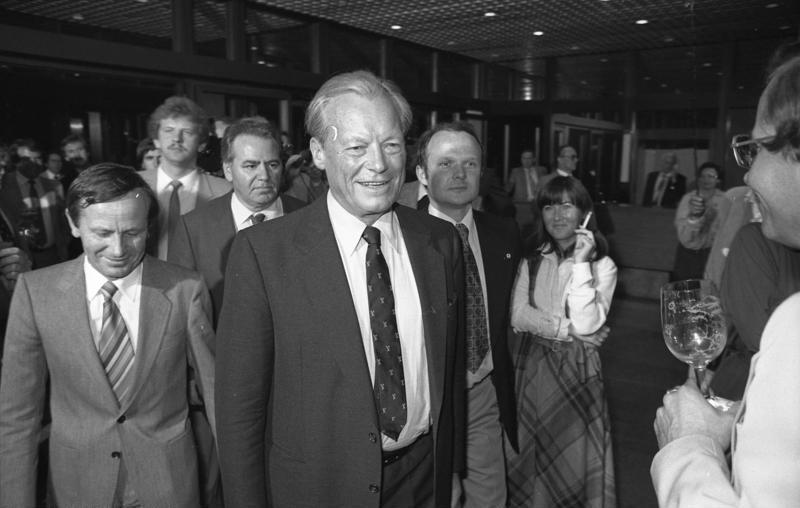
Socialdemokraten Willy Brandt förde en transnationell kampanj.

I enlighet med den valakt som rådet hade antagit och som föreskrev minimibestämmelserna för valet, genomfördes det under fyra dagar; från en torsdag till en söndag. Valet inleddes i Irland, Nederländerna och Storbritannien under torsdagen den 7 juni 1979. Under fredagen och lördagen ägde inga val rum. Övriga medlemsstater, Belgien, Danmark, Frankrike, Italien, Luxemburg, Tyskland, höll sina val på söndagen. Rösträkningen fick dock inte påbörjas förrän samtliga medlemsstater hade avslutat sina val, så att valresultatet från en medlemsstat där valet avslutats inte skulle påverka valet i en medlemsstat där valet fortfarande pågick.
I valet ställde politiker som representerade en stor mångfald av partier upp i valet; allt från kommunister på vänsterkanten till högerextremister på högerkanten valdes in i parlamentet. Socialdemokraten Willy Brandt från Västtyskland genomförde en transnationell kampanj i Frankrike, Italien, Luxemburg och Nederländerna för att förbättra Socialistgruppens chanser. På motsatta sida, använde den franske premiärministern Jacques Chirac valet för att öka sin popularitet gentemot den franske presidenten Valéry Giscard d'Estaing, inför presidentvalet i Frankrike 1981.

## Trender

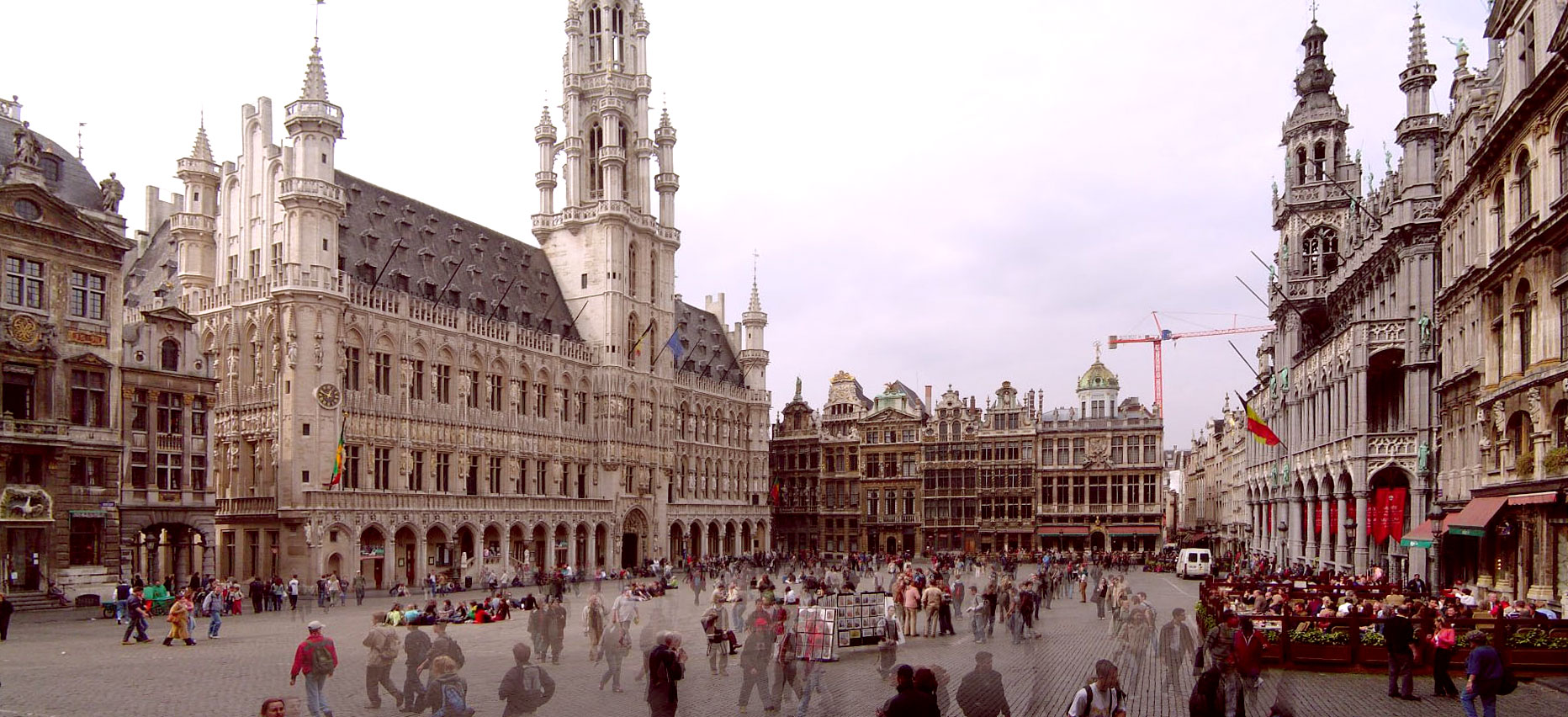
Valdeltagandet blev högst i Belgien, följt av Luxemburg.

Valdeltagandet i valet hamnade på runt 63 procent. Det var en i snitt betydligt lägre nivå än vad som var normalt i medlemsstaternas nationella parlamentsval. Vissa medlemsstater, till exempel Belgien och Luxemburg, tillämpade obligatoriskt valdeltagande, och följaktligen blev också valdeltagandet mycket högt; runt 90 procent. Detta gällde även Italien.
I övriga medlemsstater blev valdeltagandet något eller mycket lägre än vad som var normalt för parlamentsval. Det mest extrema fallet var Storbritannien, där inte ens var tredje medborgare röstade i valet. Detta kan jämföras med valdeltagandet i det brittiska parlamentsvalet, som ägde rum en månad innan Europaparlamentsvalet, och som nådde över 75 procent. Inte heller i Danmark nådde valdeltagandet över 50 procent. Det förhållandevis låga valdeltagandet underminerade Europaparlamentets demokratiska legitimitet, som var tänkt att stärkas genom de direkta valen.

## Valresultat

### Valresultat efter politisk grupp
|  |  | SOC | EPP | ED | COM | LD | EPD | CDI | NI | Mandat | Deltagande |  |
|  |  | --- | --- | -- | --- | -- | --- | --- | -- | ------ | ---------- |  |

| Belgien |  | 7   | 10  | – | – | 4   | – | 1 | 2   | 24 | 91,4 % |  |
| ------- |  | --- | --- | - | - | --- | - | - | --- | -- | ------ |  |
|         |  | 3+4 | 3+7 | – | – | 2+2 | – | 1 | 1+1 |    |        |  |

| Danmark |  | 4 | – | 3   | 1 | 3 | 1 | 4 | – | 16 | 47,8 % |  |
| ------- |  | - | - | --- | - | - | - | - | - | -- | ------ |  |
|         |  | 4 | – | 1+2 | 1 | 3 | 1 | 4 | – |    |        |  |

| Frankrike |  | 22 | 8 | – | 19 | 17 | 15 | – | – | 81 | 60,7 % |  |
| --------- |  | -- | - | - | -- | -- | -- | - | - | -- | ------ |  |
|           |  | 22 | 8 | – | 19 | 17 | 15 | – | – |    |        |  |

| Irland |  | 4 | 4 | – | – | 1 | 5 | 1 | – | 15 | 63,6 % |  |
| ------ |  | - | - | - | - | - | - | - | - | -- | ------ |  |
|        |  | 4 | 4 | – | – | 1 | 5 | 1 | – |    |        |  |

| Italien |  | 13  | 30   | – | 24 | 5   | – | 5     | 4 | 81 | 84,9 % |  |
| ------- |  | --- | ---- | - | -- | --- | - | ----- | - | -- | ------ |  |
|         |  | 4+9 | 29+1 | – | 24 | 3+2 | – | 3+1+1 | 4 |    |        |  |

| Luxemburg |  | 1 | 3 | – | – | 2 | – | – | – | 6 | 88,9 % |  |
| --------- |  | - | - | - | - | - | - | - | - | - | ------ |  |
|           |  | 1 | 3 | – | – | 2 | – | – | – |   |        |  |

| Nederländerna |  | 9 | 10 | – | – | 4 | – | – | 2 | 25 | 57,8 % |  |
| ------------- |  | - | -- | - | - | - | - | - | - | -- | ------ |  |
|               |  | 9 | 10 | – | – | 4 | – | – | 2 |    |        |  |

| Storbritannien |  | 18   | – | 61   | – | – | 1 | – | 1 | 81 | 32,2 % |  |
| -------------- |  | ---- | - | ---- | - | - | - | - | - | -- | ------ |  |
|                |  | 17+1 | – | 60+1 | – | – | 1 | – | 1 |    |        |  |

| Västtyskland |  | 35 | 42   | – | – | 4 | – | – | – | 81 | 65,7 % |  |
| ------------ |  | -- | ---- | - | - | - | - | - | - | -- | ------ |  |
|              |  | 35 | 34+8 | – | – | 4 | – | – | – |    |        |  |

| Europeiska gemenskaperna |  | 113 | 107 | 64 | 44 | 40 | 22 | 11 | 9 | 410 | 63,0 % |  |
| ------------------------ |  | --- | --- | -- | -- | -- | -- | -- | - | --- | ------ |  |

## Händelser efter valet

### Omgrupperingar

Mandatfördelningen efter politisk grupp efter valet.

Efter valet skedde flera omgrupperingar. Kristdemokratiska gruppen (Europeiska folkpartiets grupp) bytte namn till Europeiska folkpartiets grupp (kristdemokratiska gruppen), för att reflektera dess kopplingar till det nybildade Europeiska folkpartiet. Detta var början på den utveckling som senare ledde till tydliga kopplingar mellan de politiska grupperna i Europaparlamentet och europeiska partier.
Även Gruppen Europeiska konservativa ändrade sitt namn, till Gruppen Europademokrater. Samtidigt bildades en helt ny politisk grupp, Oberoendes tekniska grupp. Gruppen var i hög grad politiskt heterogen. Den bestod av euroskeptiska, regionalistiska och vänsterorienterade partier. Denna grupp låg till grund för Regnbågsgruppen som bildades efter valet 1984.
Även om Socialistgruppen blev den största politiska gruppen efter valet med sina 113 mandat, var det endast ett fåtal mandat som skiljde till kristdemokraternas grupp. Inräknat de parlamentariker som ingick i Gruppen Europademokrater, som stod nära kristdemokraterna, var högergrupperna betydligt större än Socialistgruppen. Dock fanns ingen tydlig majoritet i parlamentet, vilket banade vägen för det samarbete mellan socialdemokrater och kristdemokrater som skulle komma att prägla Europaparlamentets arbete.
| Socialistgruppen | socialdemokrati | Ernest Glinne |  | 113 |  |

| Europeiska folkpartiets grupp (kristdemokratiska gruppen) | kristdemokrati | Egon Klepsch |  | 107 |  |

| Gruppen Europademokrater | konservatism | James Scott-Hopkins |  | 64 |  |

| Gruppen kommunister och deras samarbetspartner | kommunism | Giorgio Amendola |  | 44 |  |

| Liberala och demokratiska gruppen | liberalism | Martin Bangemann |  | 40 |  |

| Gruppen Europeiska progressiva demokrater | nationalkonservatism | Christian de La Malène |  | 22 |  |

| Oberoendes tekniska grupp | politiskt heterogen | Marco Pannella, Neil Blaney, Jens-Peter Bonde |  | 11 |  |

| Grupplösa i Europaparlamentet |  |  |  | 9 |  |

### Val av talman och vice talmän

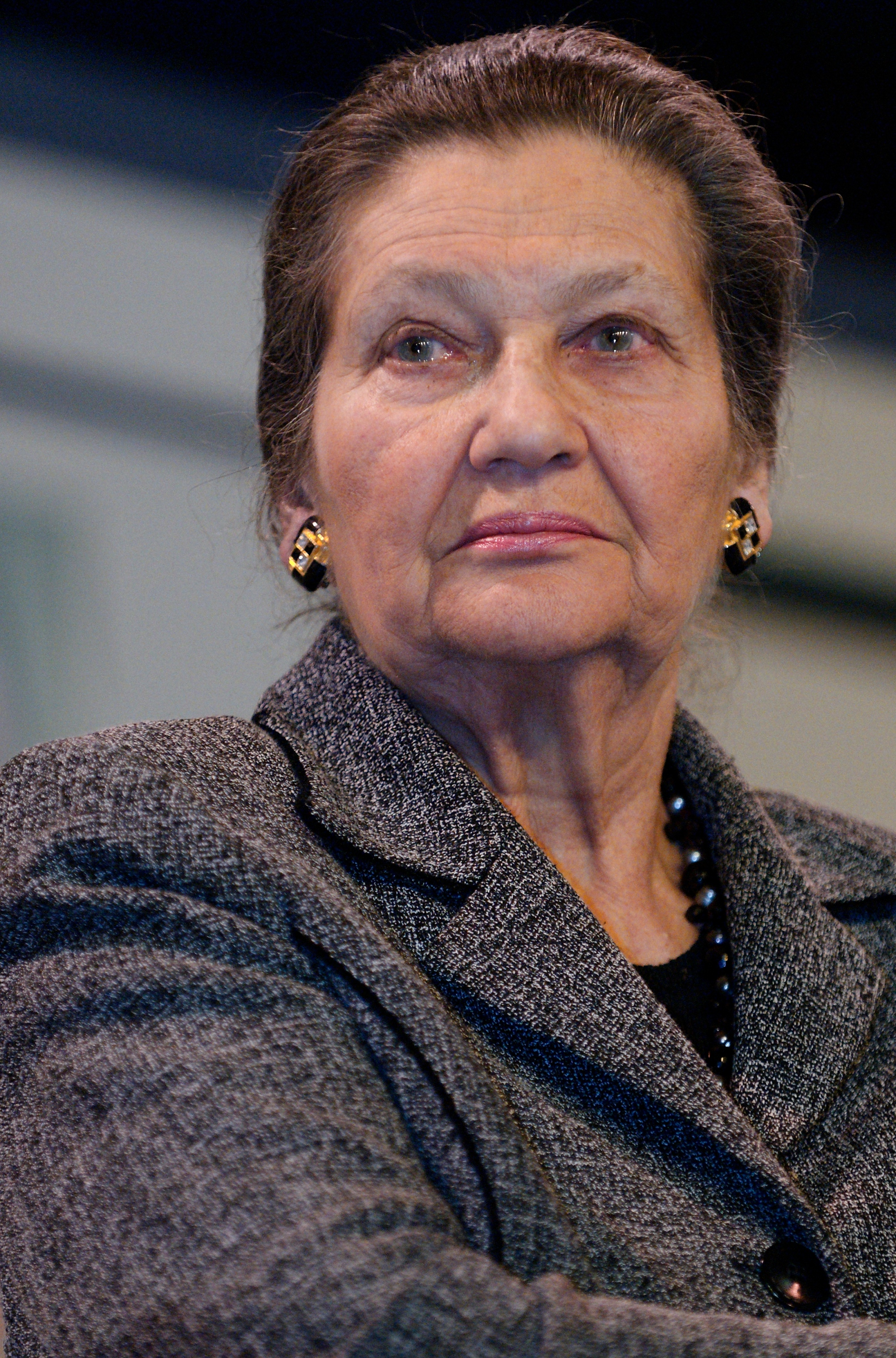
Simone Veil (ELDR) blev parlamentets första kvinnliga talman.

Den 17 juli 1979 sammanträdde det nyvalda Europaparlamentet för första gången, vilket var startskottet på dess första så kallade valperiod. Louise Weiss, som då var 86 år, var parlamentets ålderspresident och ledde därför den första sessionen fram till dess att kammaren hade valt en ny talman. Innan det kunde ske var hon emellertid tvungen att ta itu med en protest från Ian Paisley, som hävdade att den brittiska flaggan hängde upp och ned utanför byggnaden. Weiss tog tag i klagomålet omedelbart för att hindra Paisley från att vinna alltför mycket uppmärksamhet. Konfrontationen ansågs vara en av Weiss bästa insatser, men själv ansåg hon att det endast var frågan om ”uppstudsiga ungdomar”.
Det fanns fem kandidater till talmansposten: den italienske kommunisten Giorgio Amendola, den italienska liberalradikalen Emma Bonino, den franske nationalkonservative Christian de La Malène, den franske liberalen Simone Veil och den italienske socialisten Mario Zagari. Under den första omröstningen säkrade Veil 183 av 380 avlagda röster, vilket innebar att åtta röster saknades för att nå den nödvändiga absoluta majoriteten. Den kandidat som fick näst flest röster var Zagari med 118 röster, därefter Amendola med 44, de la Malène med 26 och Bonino med 9. Bonino och de la Malène drog tillbaka sina kandidaturer och Veil säkrade en absolut majoritet i den andra omröstningen med 192 röster av 377 (Zagari fick 128 och Amendola 47). Veil valdes som första talman för det folkvalda parlamentet, och blev parlamentets första kvinnliga talman sedan dess grundande 1952. Följande valdes till vice talmän: Danielle De March, Basil de Ferranti, Bruno Friedrich, Guido Gonella, Gérard Jacquet, Hans Katzer, Poul Møller, Pierre Pflimlin, Bríd Rodgers, Marcel Albert Vandewiele, Anne Vondeling och Mario Zagari.
Tidigare hade parlamentet varit en svag konsulterande församling. Efter valet förbättrades organisationen, som blev mer energisk och varierad. De gamla, större politiska grupperna försökte att höja kraven för att få bilda en partigrupp. Detta försök till att minska de nya partigruppernas makt blockerades snabbt av just dessa grupper, som tillsammans arbetade för att hindra förslaget. Samarbetet vid den här tidpunkten lade grunden för bildandet av Regnbågsgruppen, en allians mellan vänsterkanten och de gröna partierna, som senare blev Gruppen De gröna/Europeiska fria alliansen.